# 花実のない森
『花実のない森』（かじつのないもり）は、松本清張の長編推理小説。『黄色い杜』のタイトルで『婦人画報』に連載され（1962年9月号 - 1963年8月号）、1964年10月に光文社（カッパ・ノベルス）から刊行された。上流階級の気風を漂わせる謎の女性の周囲で起こる連続殺人事件を描く、サスペンス・ミステリー。
1965年に大映系で映画化されている。2017年にテレビ東京でドラマ化された。

## あらすじ
退屈な生活に飽き飽きしていた梅木隆介は、ドライブ帰りの途中、所沢街道で、一組のカップルを拾った。芳醇で蠱惑的な魅力を湛えた美しい女性と、品の無い中年男の不思議な組み合わせに、梅木は好奇心を起こす。車の中に落ちていた万葉集の相聞歌が刻まれたペンダントの返却を口実に、梅木は、女性の正体を突き止めるべく追跡を始める。その結果、表参道近くの高級アパートに住んでいることを突き止めるものの、女を例の中年男から取り上げようと次の展開を睨んでいた矢先、女性はアパートから姿を消してしまう。
件の女性が戦前からの上流階級と繋がりがあることを知った梅木は、彼女が参加したデザイナーの新作発表会の出席者から手がかりを掴もうとするが、なぜか関係者はひどく冷たい態度を示す。調査が壁に突き当たったかに見えた中、箱根で発見された殺害死体の主に驚く梅木。やがて、それにとどまらず、問題の女性に近づいた男が続々と怪死を遂げていることがわかり、梅木はいっそう強い興味を惹かれていくが･･･。

## 主な登場人物
- 原作における設定を記述。

梅木隆介
独身のサラリーマン。車好きでドライブが趣味。雑司が谷のアパートに住む。
浜田弘
京橋の商事会社課長。背広のくたびれた中年男。
藤村真弓
丸の内のビルに勤めるウェイトレス。推理小説好き。
楠尾英通
多くの名誉職を務める元華族。港区麻布の瀟洒な邸に住む。
山辺菊子
元イタリア大使夫人。麹町の荘重な住居に住む。
村岡
N自動車のセールスマン。二年前に一碧湖で溺死。
林田庄三
新宿のM証券の契約係。ずんぐりした身体。
江藤平右ェ門
柳井の造り酒屋の主人。
江藤みゆき
江藤の妻。

## エピソード
- 作中の記述「ある伯爵の娘は、お抱え運転手と駆けおちをした」[2]について、エッセイストの酒井順子は、大正時代に一大スキャンダルとなった、芳川鎌子とお抱え運転手の駆け落ち事件（千葉心中）を指すと指摘し、「鎌子が伯爵（芳川顕正を指す）の妾腹の娘だったことを考えると、『花実のない森』は、芳川鎌子事件の現代版的小説だったのかもしれない」と述べている[3]。

## 文学碑

柳井市・古市金屋地区にある、本作の一節を刻んだ文学碑

小説後半では山口県柳井市が舞台となり、当時の町並みの様子が描写されているが、古市金屋地区の「白壁ふれあい広場」の一角に、1997年3月16日、本作にちなんだ文学碑が建立され、小説の一節が刻まれている。

## 映画
1965年1月23日公開。製作は大映東京撮影所、配給は大映。殺人事件の背景および真犯人が原作と異なる。村岡の設定は原作後半のやくざと統合され、またラストで明かされる犯人の設定は映画オリジナルとなっている。

### キャスト（映画）
- 若尾文子（江藤みゆき）
- 園井啓介（梅木隆介）
- 江波杏子（節子）
- 船越英二（浜田）
- 田村高廣（楠尾英通）
- 角梨枝子（山辺菊子）
- 川畑愛光（宮坂清）
- 仲村隆（村岡）
- 浜村純（岩下）
- 吉葉千郎（クローク）
- 川島真二（雑誌記者）
- 響令子（家政婦）

他

### スタッフ（映画）
- 監督：富本壮吉
- 企画：仲野和正
- 脚本：舟橋和郎
- 撮影：小原譲治
- 音楽：池野成
- 美術：間野重雄
- 編集：関口章治
- 録音：奥村幸雄
- 照明：木村辰五郎

## テレビドラマ
東山紀之主演のスペシャルドラマとして、テレビ東京系で2017年3月29日21:00に放送された。原作と異なる事件背景および殺人動機が設定されている。

### キャスト（テレビドラマ）
- 東山紀之（梅木隆介）
- 中山美穂（江藤みゆき）
- 小澤征悦（楠尾英通）
- 相武紗季（藤村真弓）
- 鷲尾真知子（山辺菊子）
- 木本武宏（安達哲也）
- 久保酎吉（村岡弘忠）
- 中村僚志（間宮修治）
- 中村公隆（小泉敬太）
- 日向丈（松田）
- 越村公一（梅木光太郎）
- 吹越満（井上幸太郎）
- 寺島進（島崎芳樹）
- 大和田獏（浜田弘）
- 中原丈雄（郷田良亮）
- 渡辺いっけい（渡部慎二）
- 中山由香、須藤温子、栗田桃子、田村勝彦、久保田秀敏、三島ゆたか、有福正志、永嶋美佐子、利麗、金沢きくこ（「カルネ」のママ）　ほか

### スタッフ（テレビドラマ）
- 原作 - 松本清張 『花実のない森』（光文社）
- 脚本 - 篠崎絵里子
- 監督 - 中前勇児
- ロケ協力 - 山口県フィルムコミッション、岩国市観光振興課、柳井市商工観光課、山口市フィルムコミッション、宇部フィルムコミッション、西日本旅客鉄道、湯河原町、とちぎフィルム応援団、調布市産業振興課、品川シーズンテラス　ほか
- 特別協力 - スターフライヤー、メルセデス・ベンツ
- スタントコーディネート - 小池達朗、髙橋伸稔
- CG - マリンポスト
- 音響効果 - スポット
- 技術協力 - ビデオスタッフ、東通
- 照明協力 - ザ・ホライズン
- 美術協力 - フジアール
- チーフプロデューサー - 中川順平（テレビ東京）
- プロデューサー - 松本拓（テレビ東京）、高石明彦（The icon）
- 製作 - テレビ東京、The icon